# Hôtel de Balincourt
L'Hôtel de Balincourt est un édifice civil de la ville de Nîmes, dans le département du Gard et la région Languedoc-Roussillon. Ce bâtiment est inscrit monument historique depuis 1964.

## Localisation
L'édifice est situé 29, rue des Lombards et boulevard Gambetta.

## Historique
XIIIe-XIVe s. : construction. 

XVIIIe s. : travaux.

## Architecture
Une fenêtre géminée XIIIe-XIVe s.

La terrasse est devenue obligatoire quand le niveau du boulevard a été abaissé.